# Theridion amatitlan
Theridion amatitlan är en spindelart som beskrevs av Claude Lévi 1963. Theridion amatitlan ingår i släktet Theridion och familjen klotspindlar.
Artens utbredningsområde är Guatemala. Inga underarter finns listade i Catalogue of Life.